# NGC 4769
NGC 4769 في الفهرس العام الجديد، هي مجرة، تقع في كوكبة العذراء. اكتشفت .

## روابط خارجية
- NGC 4769 على موقع ويكي سكاي: DSS2, SDSS, GALEX, IRAS, Hydrogen α, X-Ray, Astrophoto, Sky Map, Articles and images